# Luxemburg (stad)
Luxemburg (luxemburgiska: Lëtzebuerg, franska: Luxembourg, tyska: Luxemburg) är huvudstad i landet Luxemburg. Staden är belägen vid floden Pétrusses utlopp i floden Alzette. De tre viktigaste stadsdelarna, Uewerstad (Gamla stan), Gare och Kirchberg, ligger på varsin platå avgränsade av djupa flodraviner. Staden hade 119 215 invånare i början av 2019 och kantonen Luxemburg 186 533. Två tredjedelar av stadens befolkning är invandrare.
Luxemburg har en stor koncentration av banker; över hundra banker från hela världen har kontor där. Också EU är en betydande arbetsgivare i staden, där flera EU-institutioner  har sina huvudsäten: Europeiska unionens domstol, Europeiska revisionsrätten och Europeiska investeringsbanken (EIB). Även Europaparlamentet och Europeiska kommissionen har verksamhet där, bland andra EU:s statistiska kontor (Eurostat).

## Historia
Staden Luxemburgs historia sammanfaller med landets. År 963 anlades här en borg, kring vilken staden växte fram. År 1224 erhöll Luxemburg stadsrättigheter. Befästningarna i Luxemburg växte efterhand och under 1500-talet och en tid framåt var Luxemburg Europas näst efter Gibraltar starkast befästa plats. Befästningarna avvecklades genom fördraget i London 1867.

## Stadsbild
Staden Luxemburg har en speciell topografi. Staden ligger vid floden Alzette, en biflod till Sauer, i sin tur en biflod till Mosel. Den har vuxit fram runt den platå invid floden där slottet anlades. I denna har floden skurit ett flertal, upp till 65 meter djupa, raviner. Stadens centrum, Uewerstad, eller Ville Haute, eller Oberstadt, är belägen uppe på platån. Nedanför denna ligger stadsdelarna Pfaffenthal, Clausen och Grund. I "Höga stan" ligger bland andra Storhertigens palats från 1500-talet, Vårfrukatedralen från 1500-talet, det gamla rådhuset. Befästningsområdet har förvandlats till parkmark.
I centrum finns många trånga små gator, men även boulevarder, till exempel Boulevard John F. Kennedy, som går från centrum genom stadsdelen Kirchberg, där nästan alla EU-institutioner som finns i Luxemburg ligger.
År 1994 upptogs Gamla staden och dess befästningar på Unescos världsarvslista.

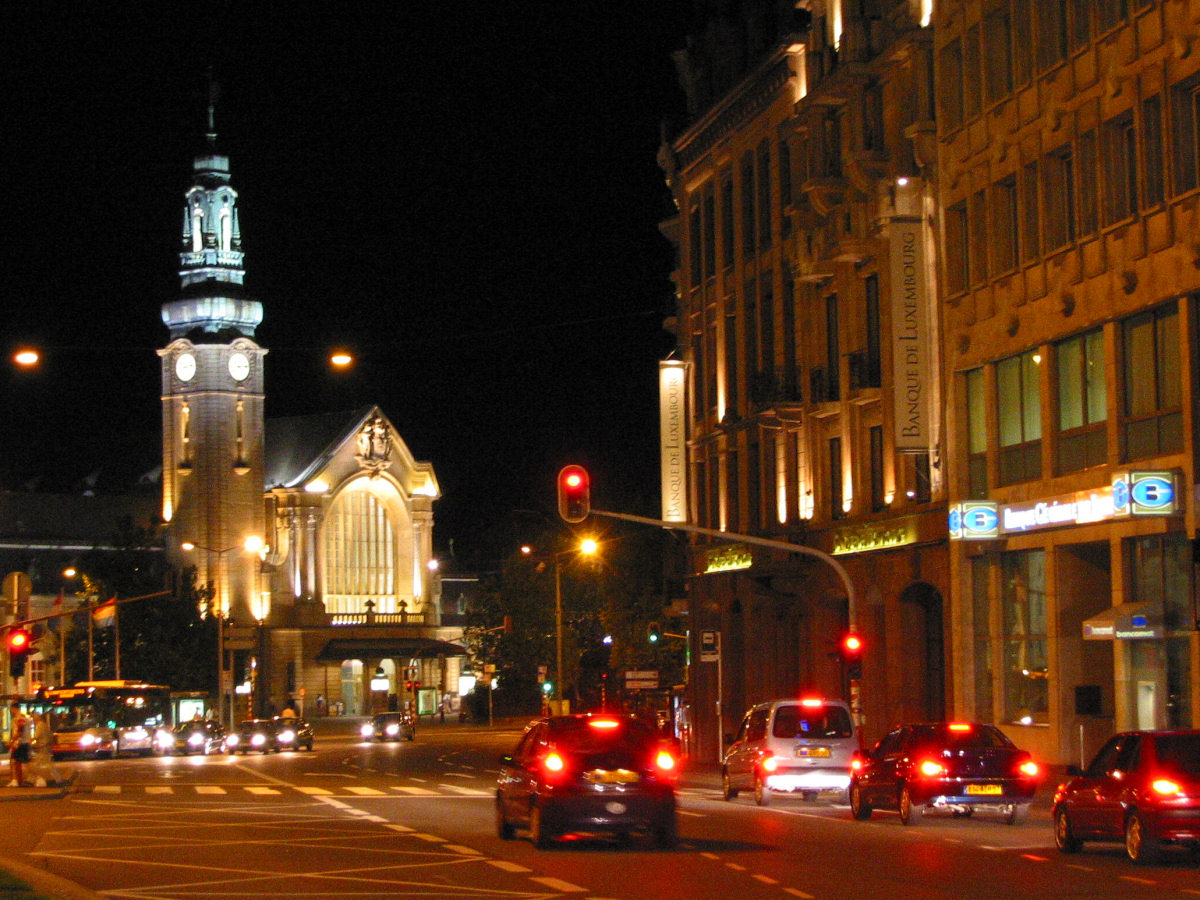
Luxemburg 2003, Avenue Liberté med Luxemburgs centralstation i bakgrunden.

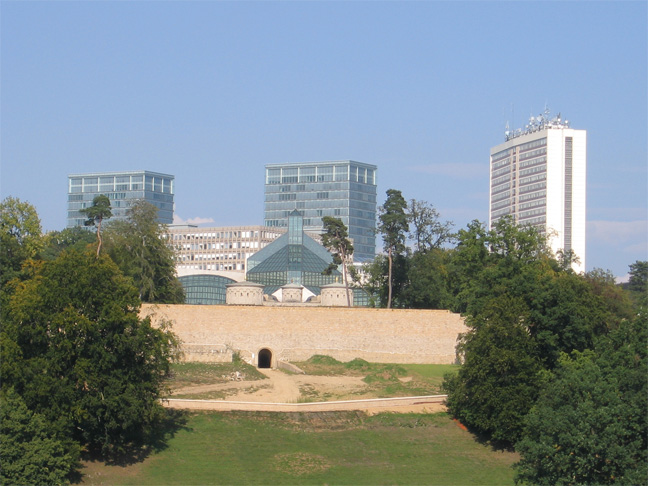
Stadsdelen Kirchberg

## Kommunikationer
Omkring sex kilometer öster om staden, i kommunen Sandweiler, ligger Luxemburg-Findels internationella flygplats.

## Centrala stadsdelar
- Uewerstad (Gamla stan)
- Gare
- Grund
- Clausen
- Pfaffenthal
- Kirchberg
- Limpertsberg